# San Miguel Tequixtepec (kommun)
San Miguel Tequixtepec är en kommun i Mexiko.   Den ligger i delstaten Oaxaca, i den sydöstra delen av landet, 260 km sydost om huvudstaden Mexico City.
Följande samhällen finns i San Miguel Tequixtepec:
- San Miguel Tequixtepec
- Nata
- Santa Cruz Capulálpam